# Universidade de Baltimore
A Universidade de Baltimore ("UB", "UBalt") é uma universidade coeducacional e pública localizada na cidade de Baltimore, no estado de Maryland, Estados Unidos.

## Alunos notáveis
- Spiro Agnew
- Fred Robbins
- Celeste Lyn Paul
- Red Holzman